# Otto Tressler
Otto Treßler (Stuttgart, 13 de abril de 1871-Viena, 27 de abril de 1965) fue un actor germano-austriaco.

## Biografía
Nacido en Stuttgart, Alemania, durante unos años se formó en el Dillmann-Gymnasium de esa ciudad y trabajó vendiendo libros. Tras un tiempo como actor aficionado, en 1892 se hizo profesional, entrando a trabajar en el Hoftheater de Stuttgart y en el Volkstheater de Viena.
Desde 1896 a 1961 interpretó en el Burgtheater de Viena un total de 383 papeles. Entre ellos figuran el de Franz Moor en Los bandidos, el personaje del título en Clavigo, Peer Gynt y Hamlet, Mefistófeles en Fausto, y Fiesco en La conjuración de Fiesco. En 1915 Tressler pasó a director superior.
A partir de 1914 Tressler también actuó en el cine. A lo largo de su carrera actuó en 43 filmes entre 1914 y 1962.
Tressler fue buen amigo de la Archiduquesa María Josefa de Austria. Él se casó cuatro veces. En su primer matrimonio tuvo tres hijos. Su segunda esposa fue Eleonore Keil von Bündten, y con ella tuvo dos hijos, Dieter y Georg Tressler, este último un famoso director. En 1926 se casó con su tercera mujer, la actriz Hilde Wagener, y su último matrimonio fue con Hilde Toscani. Su nieta, Melanie Tressler, estambién actriz. 
Otto Tressler falleció en Viena, Austria, en 1965. Fue enterrado en el Camenterio Döblinger de Viena, donde tiene una tumba dedicada.

## Filmografía
| - 1914: Zwei Freunde - 1918: Das Geheimnis des Goldpokals - 1921: Die Narrenkappe der Liebe - 1921: Dorothys Bekenntnis - 1921: Der Roman eines Dienstmädchens - 1921: Das Weib des Irren - 1921/22: Kinder der Finsternis (2 partes) - 1923: Pflicht und Ehre - 1926: Parkettsessel 47 - 1928: Der rote Kreis - 1930: Die Blumenfrau von Lindenau - 1933: Leise flehen meine Lieder - 1933: Wenn du jung bist, gehört dir die Welt - 1934: Die Insel - 1934: Abenteuer eines jungen Herrn in Polen - 1935: Episode - 1936: Mädchenjahre einer Königin - 1936: Das Hofkonzert - 1936: Sein letztes Modell - 1937: Gefährliches Spiel - 1938: Prinzessin Sissy - 1939: Ins blaue Leben | - 1939: Ich bin Sebastian Ott - 1939: Leinen aus Irland - 1941: Kameraden - 1942: Wien 1910 - 1942: Zwei glückliche Menschen - 1943: Opfergang - 1943: Die schwarze Robe - 1943: Romantische Brautfahrt - 1944: Die Zaubergeige - 1948: Arlberg-Express - 1948: An klingenden Ufern - 1950: Stadtpark - 1951: Maria Theresia - 1952: 1. April 2000 - 1953: Franz Schubert - 1954: Mädchenjahre einer Königin - 1955: Zwei Herzen und ein Thron - 1955: Sissi - 1956: Sissi Emperatriz - 1957: Wien, du Stadt meiner Träume - 1960: Geständnis einer Sechzehnjährigen |

## Premios y recompensas
- 1902: Actor de corte
- 1931: Ciudadano honorario de la ciudad de Viena
- 1935: Consejero áulico
- 1937: Cruz del Mérito de las Artes y de las Ciencias de Austria, Primera Clase
- 1937: Anillo honorario de la ciudad de Viena
- 1938: Actor estatal (Staatsschauspieler)
- 1941: Medalla Goethe de las Artes y las Ciencias
- 1942: medalla de Oro al Fiel Servicio Civil
- 1951: Anillo honorario de la ciudad de Viena (renovado por pérdida a causa de la guerra)
- 1956: Condecoración de Honor por los Servicios a la República de Austria
- 1961: Gran Cruz de la Orden del Mérito de la República Federal de Alemania
- 1961: Ciudadano honorario de la Universidad de Viena
- 1963: Cruz de Honor de Austria para la Ciencia, Primera Clase